# Zbrodnia komunistyczna

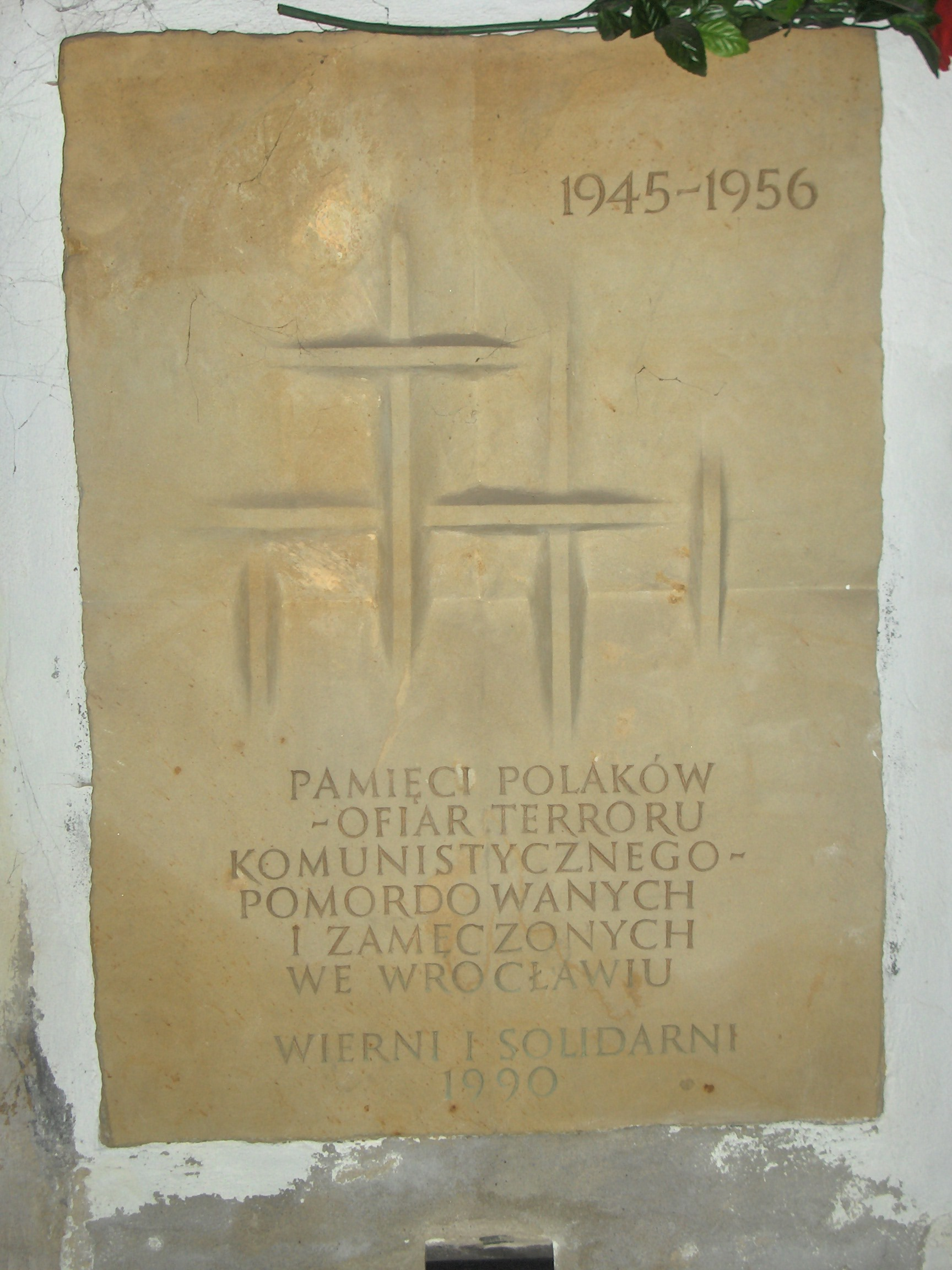
Tablica pamiątkowa ku czci ofiar terroru komunistycznego 1945–1956 (bazylika św. Elżbiety we Wrocławiu)

Zbrodnia komunistyczna – definicja prawna stosowana w polskim prawie karnym stanowiąca czyn popełniony przez funkcjonariusza państwa komunistycznego albo przez nich inspirowany lub tolerowany. Osoba popełniająca czyny to zbrodniarz komunistyczny.
Pojęcie zbrodni komunistycznej jest również stosowane szerzej na arenie międzynarodowej i jest stosowane przez organizacje pozarządowe zajmujące się prawami człowieka oraz agencje rządowe, takie jak Fundacja Unitas, Instytut Informacji o Zbrodniach Komunizmu, Instytut Badania Reżimów Totalitarnych, Instytut Ścigania Zbrodni komunistycznych w Rumunii oraz Urząd Dokumentacji i Badania Zbrodni komunizmu.

## Prawo polskie
Zbrodnia komunistyczna (w rozumieniu ustawy z dnia 18 grudnia 1998 r. o Instytucie Pamięci Narodowej – Komisji Ścigania Zbrodni przeciwko Narodowi Polskiemu) to czyn popełniony przez funkcjonariusza państwa komunistycznego w okresie od 17 września 1939 do 31 lipca 1990, polegający na stosowaniu represji lub innych form naruszania praw człowieka wobec jednostki lub grupy ludności bądź w związku z ich stosowaniem, stanowiący przestępstwo według polskiej ustawy karnej obowiązującej w czasie jego popełnienia.
Zbrodniami komunistycznymi są również czyny popełnione przez tych funkcjonariuszy w okresie, o którym mowa w zdaniu poprzedzającym, zawierające znamiona czynów zabronionych określonych w art. 187, 193 lub 194 rozporządzenia Prezydenta Rzeczypospolitej z dnia 11 lipca 1932 r. – Kodeks karny albo art. 265 § 1, art. 266 § 1, 2 lub 4 lub art. 267 ustawy z dnia 19 kwietnia 1969 r. – Kodeks karny, dokonane przeciwko dokumentom w rozumieniu art. 3 ust. 1 i 3 ustawy z dnia 18 października 2006 r. o ujawnianiu informacji o dokumentach organów bezpieczeństwa państwa z lat 1944–1990 oraz treści tych dokumentów na szkodę osób, których te dokumenty dotyczą.
Pojęcie zbrodni komunistycznych wyparło z języka prawniczego pojęcie zbrodni stalinowskich, którym operowano na początku badań związanych z odpowiedzialnością za ich popełnienie.
W rozumieniu ustawy o IPN funkcjonariuszem państwa komunistycznego jest funkcjonariusz publiczny, a także osoba, która podlegała ochronie równej ochronie funkcjonariusza publicznego, w szczególności funkcjonariusz państwowy oraz osoba pełniąca funkcję kierowniczą w organie statutowym partii komunistycznych.
Zbrodnie komunistyczne stanowiące według prawa międzynarodowego zbrodnie przeciwko pokojowi, ludzkości lub zbrodnie wojenne nie ulegają przedawnieniu.
Według ustawy o IPN w brzmieniu nadanym przez ustawę z dnia 18 października 2006 r. o ujawnianiu informacji o dokumentach organów bezpieczeństwa państwa z lat 1944–1990 oraz treści tych dokumentów (ze zmianami wprowadzonymi ustawą z dn. 14 lutego 2007 r.):
Bieg terminu przedawnienia zbrodni komunistycznych, w rozumieniu art. 2, niebędących zbrodniami wojennymi lub zbrodniami przeciwko ludzkości, rozpoczyna się od dnia 1 sierpnia 1990 r. Karalność tych zbrodni ustaje po 40 latach, gdy czyn stanowi zbrodnię zabójstwa, oraz po 30 latach, gdy czyn stanowi inną zbrodnię komunistyczną. Przepisu art. 4 § 1 Kodeksu karnego nie stosuje się.
Organami bezpieczeństwa państwa, w rozumieniu ustawy, są:
1. Resort Bezpieczeństwa Publicznego Polskiego Komitetu Wyzwolenia Narodowego
2. Ministerstwo Bezpieczeństwa Publicznego
3. Komitet do Spraw Bezpieczeństwa Publicznego
4. jednostki organizacyjne podległe organom, o których mowa w pkt 1-3, a w szczególności jednostki Milicji Obywatelskiej w okresie do dnia 14 grudnia 1954 r.
5. instytucje centralne Służby Bezpieczeństwa Ministerstwa Spraw Wewnętrznych oraz podległe im jednostki terenowe w wojewódzkich, powiatowych i równorzędnych komendach Milicji Obywatelskiej oraz w wojewódzkich, rejonowych i równorzędnych urzędach spraw wewnętrznych,
6. Akademia Spraw Wewnętrznych
7. Zwiad Wojsk Ochrony Pogranicza
8. Zarząd Główny Służby Wewnętrznej jednostek wojskowych Ministerstwa Spraw Wewnętrznych oraz podległe mu komórki,
9. Informacja Wojskowa
10. Wojskowa Służba Wewnętrzna
11. Zarząd II Sztabu Generalnego Wojska Polskiego
12. inne służby Sił Zbrojnych prowadzące działania operacyjno-rozpoznawcze lub dochodzeniowo-śledcze, w tym w rodzajach broni oraz w okręgach wojskowych
13. Główny Urząd Kontroli Prasy, Publikacji i Widowisk wraz z wojewódzkimi i miejskimi urzędami kontroli prasy, publikacji i widowisk oraz Główny Urząd Kontroli Publikacji i Widowisk wraz z okręgowymi urzędami
14. Urząd do Spraw Wyznań oraz terenowe organy administracji państwowej o właściwości szczególnej do spraw wyznań stopnia wojewódzkiego

W stosunku do sprawców zbrodni wojennych, zbrodni przeciwko ludzkości lub zbrodni komunistycznych, nie stosuje się wydanych przed dniem 7 grudnia 1989 przepisów ustaw i dekretów, które przewidują amnestię lub abolicję.
Najważniejszymi zmianami prawa obowiązującymi od dnia 15 marca 2007 r. jest poszerzenie zakresu pojęcia zbrodni komunistycznej o określone enumeratywanie przestępstwa przeciwko dokumentom (tzn. fałszowanie dokumentów przez funkcjonariuszy organów bezpieczeństwa w czasie ich funkcjonowania na szkodę osób trzecich), rozszerzenie enumeratywnego katalogu instytucji organów bezpieczeństwa państwa w latach 1939–1990, wreszcie wydłużenie okresu przedawnienia zbrodni komunistycznych.

## Propozycja uregulowań europejskich
W 2010 r. Litwa, Czechy, Łotwa, Bułgaria, Węgry i Rumunia zaproponowały, by penalizację negacji zbrodni komunistycznych zagwarantować na poziomie prawa Unii Europejskiej. Komisja Europejska odrzuciła tę propozycję.